# 卡爾·韋尼克
卡爾·韋尼克（/ˈvɛərnɪkə, -ki/，德語：[ˈvɛɐ̯nɪkə]；1848年5月15日—1905年6月15日），德國醫師、解剖學家、精神病學家與神經病理學家，知名於其對腦部疾病的病理影響的研究，為韋尼克腦病變和感觉性失语症（又稱韋尼克氏失語症）的發現者。他和保罗·布罗卡的研究為特別是言語方面的腦功能定位帶來突破性的進展，其中一個掌管語言的腦部區域——韋尼克區更是以其姓氏命名。

## 生平
韋尼克於1848年5月15日出生於普魯士王國上西里西亞的小鎮塔爾諾維茲，即現今屬波蘭管轄的塔爾諾夫斯凱古雷，並在歐本恩的文理中學畢業。
在1870年於布雷斯勞大學取得醫學證書後，他當上其附屬醫院艾勒海利根醫院（Allerheiligen Hospital）的助理醫師及眼科學教授奧斯特里德·福斯特（Ostrid Foerster）的助理，為期半年。之後他曾擔任軍隊外科醫生一段時間，後來回到該間醫院，並在海因里希·紐曼（Heinrich Neumann）教授的精神科下工作。紐曼隨後引廌韋尼克往維也納，在狄奧多·梅涅特麾下作六個月的研習。這段研習為韋尼克的職業生涯產生深遠的影響。
在圖林根森林發生單車意外後，韋尼克在1905年6月15日於格雷芬羅達傷重不治逝世，終年57歲。

## 醫學生涯
韋尼克在1870年的普法戰爭曾獲徵召擔任軍隊外科醫生。而在1876至1878年間，他則是夏里特神經學、神經外科與精神病學中心卡爾·韋斯特法爾教授的大助。之後韋尼克在柏林創立了一所私人神經精神病學診所，並發表了大量文章。1885年，他接替其導師海因里希·紐曼的位置，成為艾勒海利根醫院的神經病學和精神病學助理醫師，同時還在五年後成為該醫院神經病學和精神病學系的負責人。在1904年，韋尼克在哈雷大學擔當同樣的位置，領導其精神病學和神經病學門診部。

### 對失語症的研究
在保罗·布罗卡發表關於腦部損傷造成的語言障礙（即布若卡氏區）的論文後不久，韋尼克開始研究腦疾病對言語和語言表達的影響。他注意到並非所有語言障礙都是由布若卡氏區受損所致，左後顳上回的損傷也會造成失語缺陷。這區域之後以其姓氏命名作韋尼克區，而相關的疾病則稱作韋尼克氏失語症（感觉性失语症）。

## 以其姓氏命名的事物
- 韋尼克氏失語症：接受性或感覺性失語症的同名術語，由顳上回病變引起，患上該病的人無法理解言語或說出有意義談話內容[10][11]。
- 韋尼克腦病變：因缺乏硫胺引起的急性神經功能障礙，其特點是眼肌輕癱（英语：Ophthalmoparesis）、共濟失調、精神錯亂三聯徵。當與亞急性癡呆病高沙可夫症候群相結合時則稱作韋尼克-高沙可夫症候群[12][13]。
- 韋尼克反應（偏盲（英语：Hemianopsia）性瞳孔反應（英语：Pupillary response））：指在視網膜的盲部中，對光無直接反應的現象，由赫爾曼·威爾布蘭德（英语：Hermann Wilbrand）於1881年第一次使用這描述[14]。
- 韋尼克區：內有聽覺性語言中樞和視覺性語言中樞的腦部區域，主要的功能為用來理解單詞的意義。

## 出版書籍

韋尼克區的位置示意圖

1897年，韋尼克與西奧多爾·契恩一起創辦了一個名叫《精神病學和神經病學月刊》（Monatsschrift für Psychiatrie und Neurologie）的期刊。
其他由韋尼克編寫的作品有：
- Der aphasische Symptomencomplex. Eine psychologische Studie auf anatomischer Basis [The aphasic symptom complex: a psychological study from an anatomical basis]; Breslau, M. Crohn und Weigert, 1874.
- Lehrbuch der Gehirnkrankheiten : für Aerzte und Studirende [Textbook of brain diseases: for doctors and students], 1881.
- Über hemiopische Pupillenreaktion [On hemianopsic（英语：Hemianopsia） pupillary response（英语：Pupillary response）], in Fortschritte der Medicin, 1883, 1: 49–53.[14]
- Grundriss der Psychiatrie in klinischen Vorlesungen [Foundation of psychiatry in clinical lectures], 1894.
- Atlas des Gehirns; Schnitte durch das menschliche Gehirn in photographischen Originalen Atlas of the brain; sections of the human brain from photographic originals], 1897.
- Krankenvorstellungen aus der psychiatrischen klinik in Breslau [Ideas on illness from the psychiatric clinic in Breslau], 1899.

文集
- Eggert, Gertrude H. . Mouton. 1977. ISBN 9789027979858.